# Mona Chalabi
Mona Chalabi est une journaliste de données indépendante, illustratrice et écrivaine britannique d'origine irakienne.
Elle est connue pour sa capacité à réhumaniser les statistiques par ses illustrations dessinées à la main.
Elle est lauréate du prix Pulitzer 2023, pour son travail illustré sur l'immense richesse de Jeff Bezos.

## Biographie
Mona Chalabi est née en Grande-Bretagne, de parents Irakiens. Elle est diplômée en relations internationales par l'université d'Édimbourg.
Elle est connue pour sa capacité à réhumaniser les statistiques par ses illustrations dessinées à la main, rendant ainsi les chiffres abstraits tangibles et digestes pour le grand public.

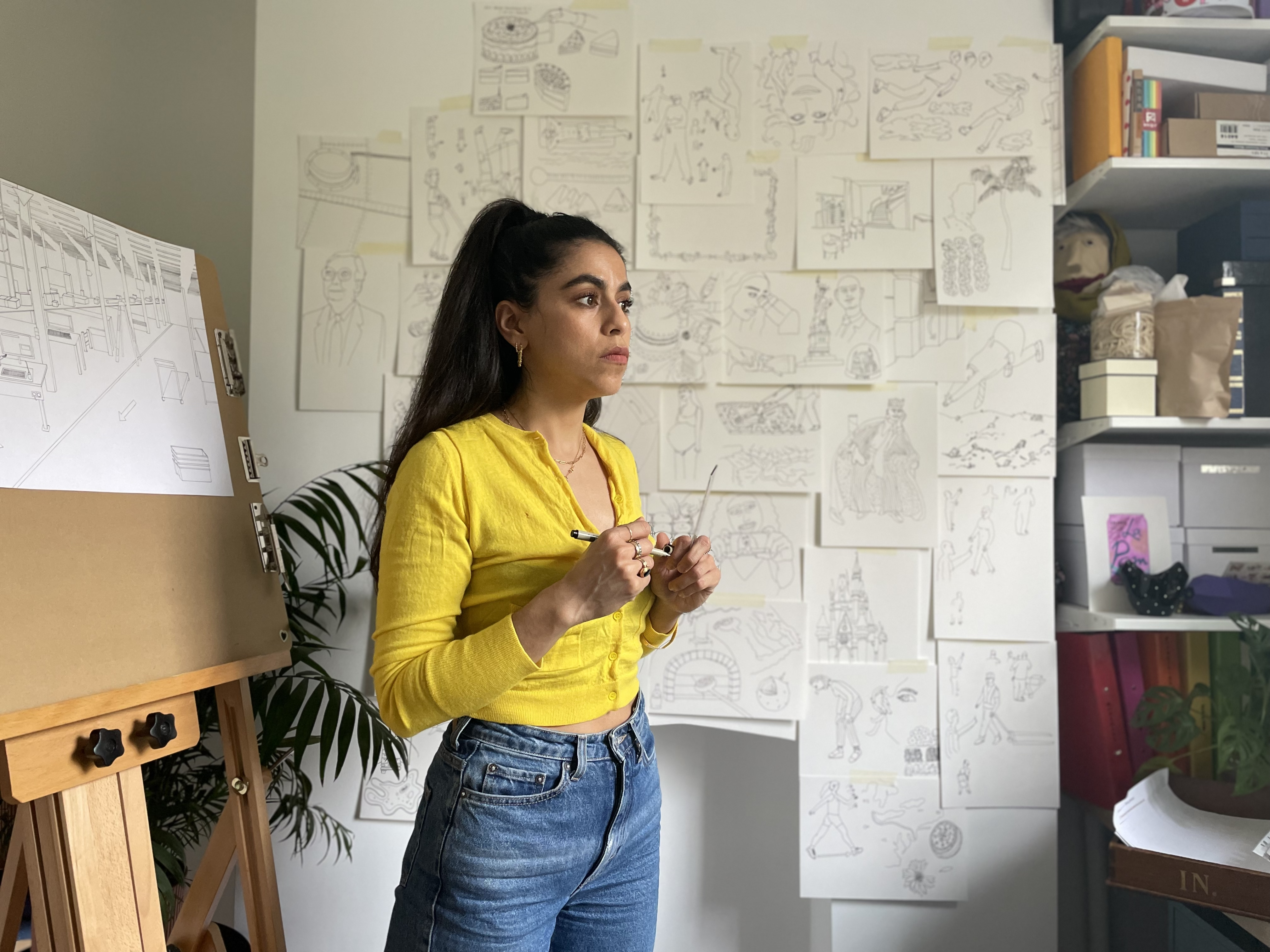
Mona Chalabi

Elle est lauréate du prix Pulitzer 2023 dans la catégorie Reportage illustré et commentaires pour son travail sur l'immense richesse de Jeff Bezos publié dans le New York Times : 9 façons d'imaginer la richesse de Jeff Bezos,. Ce prix récompense des travaux caractérisés par leur perspicacité politique, leur efficacité éditoriale ou leur valeur de service public.
Le magazine Time l'identifie parmi les cent nouveaux talents de la société et l'intègre à sa liste TIME100 Next.
Son travail a été exposé au musée d'Art contemporain (en) de Saint-Louis dans le Missouri, au Design Museum à Londres,.